# Cantonul Le Blanc
Cantonul Le Blanc este un canton din arondismentul Le Blanc, departamentul Indre, regiunea Centru, Franța.

## Comune
- Le Blanc (reședință)
- Ciron
- Concremiers
- Douadic
- Ingrandes
- Pouligny-Saint-Pierre
- Rosnay
- Ruffec
- Saint-Aigny